# Мысовая (река, впадает в Охотское море)
Мысовая — река на полуострове Камчатка в России.
Длина реки — 61 км. Площадь водосборного бассейна — 272 км². Протекает по территории Соболевского района Камчатского края. Впадает в Охотское море.

## Данные водного реестра
По данным государственного водного реестра России относится к Анадыро-Колымскому бассейновому округу.
По данным геоинформационной системы водохозяйственного районирования территории РФ, подготовленной Федеральным агентством водных ресурсов:
- Код водного объекта в государственном водном реестре — 19080000212120000027478